# Flesh and Blood (album de The John Butler Trio)
Pour les articles homonymes, voir Flesh and Blood.
 (février 2018).
Si vous disposez d'ouvrages ou d'articles de référence ou si vous connaissez des sites web de qualité traitant du thème abordé ici, merci de compléter l'article en donnant les références utiles à sa vérifiabilité et en les liant à la section « Notes et références ».
Albums de The John Butler Trio
April Uprising
(2010)
Singles
1. Only One
Sortie : 14 novembre 2013

Flesh and Blood (stylisé en Flesh + Blood) est le sixième album studio du groupe de rock et musique traditionnelle australien The John Butler Trio, mené par le chanteur et guitariste John Butler, sorti en 2014.

## Présentation
L'album est enregistré en 20 jours au studio de Butler, "The Compound", en décembre 2012, avec des séances supplémentaires en 2013.
L'album est publié le 7 février 2014 en Australie, avec des sorties dans d'autres pays étalées sur la même semaine et suivi d'une tournée internationale, en 2014, pour promouvoir cette sortie.
L'album fait son entrée et culmine à la 2e place du classement des albums ARIA et est certifié disque d'or par l'Australian Recording Industry Association pour des ventes dépassant les 35 000 exemplaires.

## Liste des titres
Toutes les chansons sont écrites et composées par John Butler, Byron Luiters, Nicky Bomba.
| 1.    | Spring to Come         | 4:13 |
| 2.    | Livin’ in the City     | 3:28 |
| 3.    | Cold Wind              | 4:57 |
| 4.    | Bullet Girl            | 5:20 |
| 5.    | Devil Woman            | 3:00 |
| 6.    | Blame It On Me         | 6:08 |
| 7.    | Only One               | 3:39 |
| 8.    | Young and Wild         | 5:36 |
| 9.    | Wings Are Wide         | 5:51 |
| 10.   | How You Sleep at Night | 4:13 |
| 11.   | You're Free            | 5:33 |
| 51:59 |                        |      |

| Titres bonus - Édition Best Buy exclusive (États-Unis, Vanguard Records, 4 février 2014) | Titres bonus - Édition Best Buy exclusive (États-Unis, Vanguard Records, 4 février 2014) | Titres bonus - Édition Best Buy exclusive (États-Unis, Vanguard Records, 4 février 2014) | Titres bonus - Édition Best Buy exclusive (États-Unis, Vanguard Records, 4 février 2014) | Titres bonus - Édition Best Buy exclusive (États-Unis, Vanguard Records, 4 février 2014) | Titres bonus - Édition Best Buy exclusive (États-Unis, Vanguard Records, 4 février 2014) | Titres bonus - Édition Best Buy exclusive (États-Unis, Vanguard Records, 4 février 2014) | Titres bonus - Édition Best Buy exclusive (États-Unis, Vanguard Records, 4 février 2014) | Titres bonus - Édition Best Buy exclusive (États-Unis, Vanguard Records, 4 février 2014) | Titres bonus - Édition Best Buy exclusive (États-Unis, Vanguard Records, 4 février 2014) |
| No                                                                                       | Titre                                                                                    | Durée                                                                                    |                                                                                          |                                                                                          |                                                                                          |                                                                                          |                                                                                          |                                                                                          |                                                                                          |
| ---------------------------------------------------------------------------------------- | ---------------------------------------------------------------------------------------- | ---------------------------------------------------------------------------------------- | ---------------------------------------------------------------------------------------- | ---------------------------------------------------------------------------------------- | ---------------------------------------------------------------------------------------- | ---------------------------------------------------------------------------------------- | ---------------------------------------------------------------------------------------- | ---------------------------------------------------------------------------------------- | ---------------------------------------------------------------------------------------- |
| 12.                                                                                      | Higher                                                                                   | 4:03                                                                                     |                                                                                          |                                                                                          |                                                                                          |                                                                                          |                                                                                          |                                                                                          |                                                                                          |
| 13.                                                                                      | Runaround                                                                                | 3:27                                                                                     |                                                                                          |                                                                                          |                                                                                          |                                                                                          |                                                                                          |                                                                                          |                                                                                          |
| 59:29                                                                                    |                                                                                          |                                                                                          |                                                                                          |                                                                                          |                                                                                          |                                                                                          |                                                                                          |                                                                                          |                                                                                          |

| Disque bonus - Édition 2 × vinyle LP (Jarrah Records, 7 février 2014), édition Japon 2 × CD (P-Vine Records, 29 janvier 2014) et édition sur support numérique iTunes "Deluxe Version" (17 juin 2014) | Disque bonus - Édition 2 × vinyle LP (Jarrah Records, 7 février 2014), édition Japon 2 × CD (P-Vine Records, 29 janvier 2014) et édition sur support numérique iTunes "Deluxe Version" (17 juin 2014) | Disque bonus - Édition 2 × vinyle LP (Jarrah Records, 7 février 2014), édition Japon 2 × CD (P-Vine Records, 29 janvier 2014) et édition sur support numérique iTunes "Deluxe Version" (17 juin 2014) | Disque bonus - Édition 2 × vinyle LP (Jarrah Records, 7 février 2014), édition Japon 2 × CD (P-Vine Records, 29 janvier 2014) et édition sur support numérique iTunes "Deluxe Version" (17 juin 2014) | Disque bonus - Édition 2 × vinyle LP (Jarrah Records, 7 février 2014), édition Japon 2 × CD (P-Vine Records, 29 janvier 2014) et édition sur support numérique iTunes "Deluxe Version" (17 juin 2014) | Disque bonus - Édition 2 × vinyle LP (Jarrah Records, 7 février 2014), édition Japon 2 × CD (P-Vine Records, 29 janvier 2014) et édition sur support numérique iTunes "Deluxe Version" (17 juin 2014) | Disque bonus - Édition 2 × vinyle LP (Jarrah Records, 7 février 2014), édition Japon 2 × CD (P-Vine Records, 29 janvier 2014) et édition sur support numérique iTunes "Deluxe Version" (17 juin 2014) | Disque bonus - Édition 2 × vinyle LP (Jarrah Records, 7 février 2014), édition Japon 2 × CD (P-Vine Records, 29 janvier 2014) et édition sur support numérique iTunes "Deluxe Version" (17 juin 2014) | Disque bonus - Édition 2 × vinyle LP (Jarrah Records, 7 février 2014), édition Japon 2 × CD (P-Vine Records, 29 janvier 2014) et édition sur support numérique iTunes "Deluxe Version" (17 juin 2014) | Disque bonus - Édition 2 × vinyle LP (Jarrah Records, 7 février 2014), édition Japon 2 × CD (P-Vine Records, 29 janvier 2014) et édition sur support numérique iTunes "Deluxe Version" (17 juin 2014) |
| No | Titre | Durée | | | | | | | |
| --- | --- | --- | --- | --- | --- | --- | --- | --- | --- |
| 1. | Young and Wild (Acoustic Version) | 6:29 | | | | | | | |
| 2. | Spring to Come (Acoustic Version) | 4:41 | | | | | | | |
| 3. | Only One (Acoustic Version) | 4:06 | | | | | | | |
| 4. | Livin’ in the City (Acoustic Version) | 3:41 | | | | | | | |
| 18:57 | | | | | | | | | |

## Crédits
| - John Butler : guitare acoustique, guitare Weissenborn, guitare électrique, piano électrique Wurlitzer, EBow, chant - Byron Luiters : basse, basse fretless, piano électrique Rhodes, synthétiseur, orgue, Clavinet, chant - Nicky Bomba : batterie, percussions, steel drum, chant - Grant Gerathy : batterie, chant - Ainslie Wills : chant | - Production : John Butler, Jan Skubiszewski - Coproduction : Byron Luiters, Grant Gerathy, Nicky Bomba - Ingénierie : Jan Skubiszewski, Robin Mai - Mastering : Leon Zervos - Mixage : Jan Skubiszewski, Phil Tan - Photographie (pochette) : Philip Stevens - Photographie (additionnel), artwork : John Butler - Photographie (additionnel) : Bo Wong, Kester Sappho, Philip Stevens, Tom Walker |